# الا رامپف
الا رامپف (انگلیسی: Ella Rumpf؛ زادهٔ ۴ فوریهٔ ۱۹۹۵) هنرپیشه اهل سوئیس است. وی از سال ۲۰۱۱ میلادی تاکنون مشغول فعالیت بوده‌است.
از فیلم‌ها یا برنامه‌های تلویزیونی که وی در آن نقش داشته‌است می‌توان به خام، فروید، جنگ و دختر ببر اشاره کرد.
وی همچنین برندهٔ جوایزی همچون جایزه فیلم آلمان شده‌است.